# Chronicle: Best of the Works
Chronicle: Best of the Works – kompilacja amerykańskiego rapera Dr. Dre. Została wydana 26 maja, 2002 r. Jest to wersja albumu wydana w Wielkiej Brytanii. Wersja US została wydana cztery lata później, w 2006 roku pod nazwą Chronicles: Death Row Classics. Obie wersje różnią się nieznacznie liczbą utworów.

## Lista utworów
1. „Nuthin’ but a „G” Thang” – Dr. Dre duet ze Snoop Doggy Dogg – 3:58
2. „Gin and Juice” – Snoop Doggy Dogg – 3:33
3. „Afro Puffs” – The Lady of Rage featuring Snoop Doggy Dogg – 4:49
4. „Natural Born Killaz” – Dr. Dre & Ice Cube – 4:51
5. „Murder Was the Case” – Snoop Doggy Dogg – 4:20
6. „Lil’ Ghetto Boy” – 5:29
7. „Let Me Ride” – 4:22
8. „California Love” – 2Pac & Dr Dre featuring Roger Troutman – 4:01
9. „Fuck wit Dre Day (and Everybody’s Celebratin’)” featuring Snoop Doggy Dogg – 4:53
10. „Serial Killa” – Snoop Doggy Dogg featuring The D.O.C., RBX & Tha Dogg Pound – 3:32
11. „Stranded on Death row” – 4:48
12. „Nuthin’ but a „G” Thang” [Remix] – 4:35